# Cristina Chiabotto
Cristina Chiabotto (Moncalieri, 15 settembre 1986) è una conduttrice televisiva, showgirl ed ex modella italiana, eletta Miss Italia 2004.

## Biografia
Eletta Miss Italia nel 2004 (a cui era arrivata con il titolo di Miss Piemonte), incoronata da Giorgio Panariello, nel novembre dello stesso anno interpreta il ruolo della fatina nel corso dello Zecchino d'Oro. È stata la prima Miss Italia senza scettro, abolito nel 2004.

Chiabotto subito dopo l'elezione a Miss Italia 2004

Fin dal periodo immediatamente successivo alla vittoria nel concorso di Miss Italia è protagonista di una serie di pubblicità con l'ex calciatore Alessandro Del Piero e di molti altri spot televisivi e della carta stampata. Nel 2005 cura i collegamenti con le giurie al Festival di Sanremo, condotto da Paolo Bonolis e della finale della Lotteria Italia, abbinata ad Affari tuoi. Presenta anche programmi dedicati alla festa della mamma e alla primavera, sempre dall'Antoniano; inoltre incorona la sua erede del 2005 Edelfa Chiara Masciotta (anche lei torinese).
Tra il 2005 e il 2006 partecipa alla seconda edizione di Ballando con le stelle, in coppia con Raimondo Todaro, uscendone vincitrice con il 58% dei voti e vincendo anche il torneo dei campioni delle varie edizioni. Nel 2006 conduce su Italia 1 Le Iene e il Festivalbar, dove affianca Ilary Blasi e il Mago Forest.
Inoltre, nei giorni 24 dicembre e 31 dicembre, è la conduttrice italiana della trentesima edizione del festival internazionale del circo di Monte Carlo, curato, come sempre, dalla famiglia monegasca dei Grimaldi. Nel 2007 conduce Scherzi a parte su Canale 5, insieme a Claudio Amendola e Valeria Marini e con la partecipazione di Katia & Valeria e Alfonso Signorini e i Wind Music Awards con Giancarlo Giannini e Ambra Angiolini.
Dopo un anno di pausa Cristina ritorna in televisione al posto di Ainett Stephens al timone di Real TV, che conduce vestita solo da lustrini. Presenta ancora i Wind Music Awards, accanto a Rossella Brescia. Nel 2009 però viene sostituita da Vanessa Incontrada. Dal 31 agosto 2008 è il nuovo volto femminile del programma sportivo Controcampo in onda su Rete 4.
Nel luglio 2009, in diretta da Cattolica, conduce con Tommy Vee la finale italiana di The Look of the Year, il prestigioso concorso internazionale che ha lanciato modelle come Cindy Crawford e Inés Sastre e dal 19 dicembre 2009 conduce con i Fichi d'India il varietà Fico+Fico Christmas Show. Nel 2010 ritorna in Rai, affiancando Pupo ed Emanuele Filiberto nel varietà musicale Ciak... si canta! a partire dalla terza puntata del programma e, nel giugno dello stesso anno, affianca Massimo Giletti nella conduzione di Miss Italia nel Mondo.

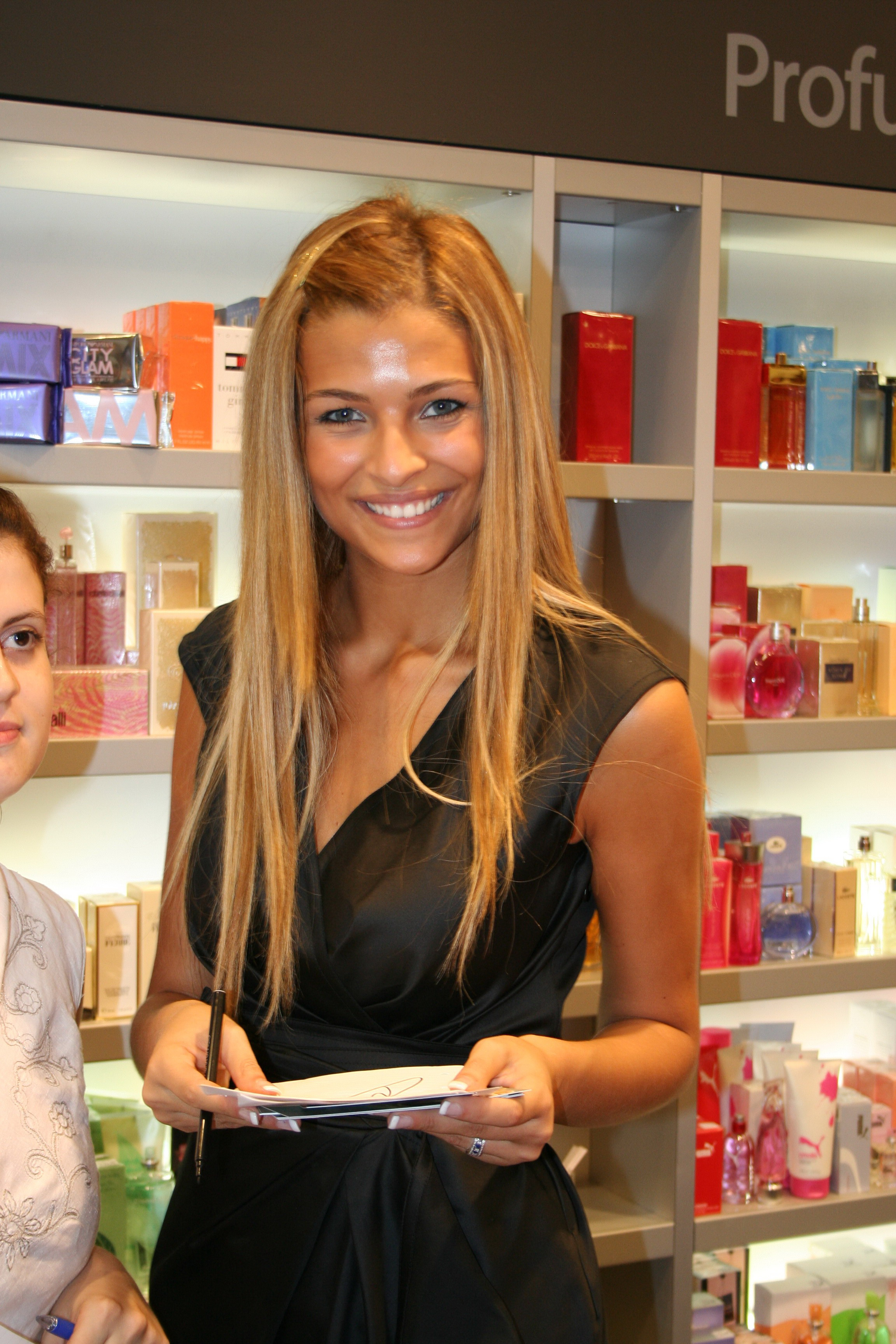
Chiabotto nel 2007

Il 21 settembre 2010 presenta con Fabrizio Frizzi e Georgia Luzi Tutti a scuola, manifestazione dedicata all'inizio dell'anno scolastico 2010-2011. La Chiabotto è inviata dalla reggia di Venaria, Frizzi dal Quirinale a Roma e la Luzi a Napoli. A luglio 2011 esordisce su Comedy Central alla guida del Comedy tour Risollevante.
Da ottobre 2011 conduce con Joe Violanti il programma Pronto chi sei? su Radio Kiss Kiss. Nel 2012 conduce, assieme a Marco Berry, Arianna Bergamaschi e Manolo Martini, l'appuntamento quotidiano di Bau Boys su Italia 1. Nello stesso anno presenta il concorso per comici esordienti BravoGrazie, questa volta in onda su Sky, e per l'estate 2012 viene riconfermata alla guida del Comedy tour Risollevante, accanto a Serena Garitta su Comedy Central.
Dall'estate 2013 è il nuovo volto di JTV, canale tematico della Juventus. Nel 2014 pubblica Di notte contavo le stelle; scrive questo libro per celebrare i dieci anni dall'inizio della sua carriera nel mondo dello spettacolo e lo fa utilizzando l'alter ego di "Clara" la bambina protagonista del suo romanzo. Nel 2018, a partire da domenica 18 marzo, ha condotto il programma I menù di GialloZafferano, andato in onda su Canale 5.
Il 4 giugno 2023 è stata co-conduttrice della terza puntata di GialappaShow su TV8.

## Vita privata
È stata legata sentimentalmente dal 2005 al 2017 all'attore Fabio Fulco, conosciuto durante la trasmissione televisiva Ballando con le stelle del 2005. Il 21 settembre 2019, dopo un anno di fidanzamento, sposa l'imprenditore Marco Roscio. La coppia ha due figlie, Luce e Sofia.

## Teatro
- Ti ricordi? (2012)

## Programmi TV
- Miss Italia 2004 (Rai 1, 2004) - concorrente, vincitrice
- Zecchino d'Oro (Rai 1, 2004)
- Natale da Favola (Rai 1, 2004)
- Affari tuoi (Rai 1, 6 gennaio 2005) inviata dai Monopoli di Stato
- Festival di Sanremo (Rai 1, 2005) - inviata
- Sanremo contro Sanremo (Rai 1, 2005)
- Ballando con le stelle (Rai 1, 2005) - concorrente, vincitrice
- Auguri Mamma! (Rai 1, 2005)
- Miss Italia 2005 (Rai 1, 2005) - inviata
- Le iene (Italia 1, 2006)
- Festivalbar (Italia 1, 2006)
- Festival internazionale del Circo di Monte Carlo (Rai 3, 2006, 2010-2011)
- Scherzi a parte (Canale 5, 2007)
- Wind Music Awards (Italia 1, 2007-2008)
- Real TV (Italia 1, 2008)
- Controcampo (Rete 4, 2008-2009)
- The look of the year (Italia 1, 2009)
- Fico+Fico Christmas Show (Italia 1, 2009-2010)
- Ice Christmas galà (Italia 1, 2009-2012)
- Ciak... si canta! (Rai 1, 2010)
- Miss Italia nel mondo (Rai 1, 2010)
- Tutti a scuola (Rai 1, 2010)
- Comedy Tour Risollevante (Comedy Central, 2011-2012)
- Juventus - Speciali stadi (SKY Sport, 2011)
- Capodanno on ice (Italia 1, 2012, 2014-2015)
- Bau Boys (Italia 1, 2012)
- BravoGrazie (Comedy Central, 2012)
- La partita del cuore (Rai 1, 2013, 2017, 2019)
- Tacco 12!... si nasce (La5, 2013)
- Match day Jtv (JTV, 2013-2014)
- So glam so you (La 5, 2015)
- Voglio essere così (La 5, 2015)
- La ricetta perfetta (Canale 5, 2016)
- Ti regalo una storia (La 5, 2017-2018)
- Intimissimi on ice (Canale 5, 2017)
- I menù di GialloZafferano (Canale 5, 2018-2020)
- Le ricette delle feste di GialloZafferano (Canale 5, 2019)
- GialappaShow (TV8, 2023)
- Together - A Black&White Show (Sky Sport, 2023)

## Radio
- Pronto, chi sei? (Radio Kiss Kiss, 2011-2013)
- 105 all'una (Radio 105, 2017)

## Opere
- Cristina Chiabotto, Di notte contavo le stelle, Milano, Rizzoli, 2014, ISBN 9788817076661.

## Campagne pubblicitarie

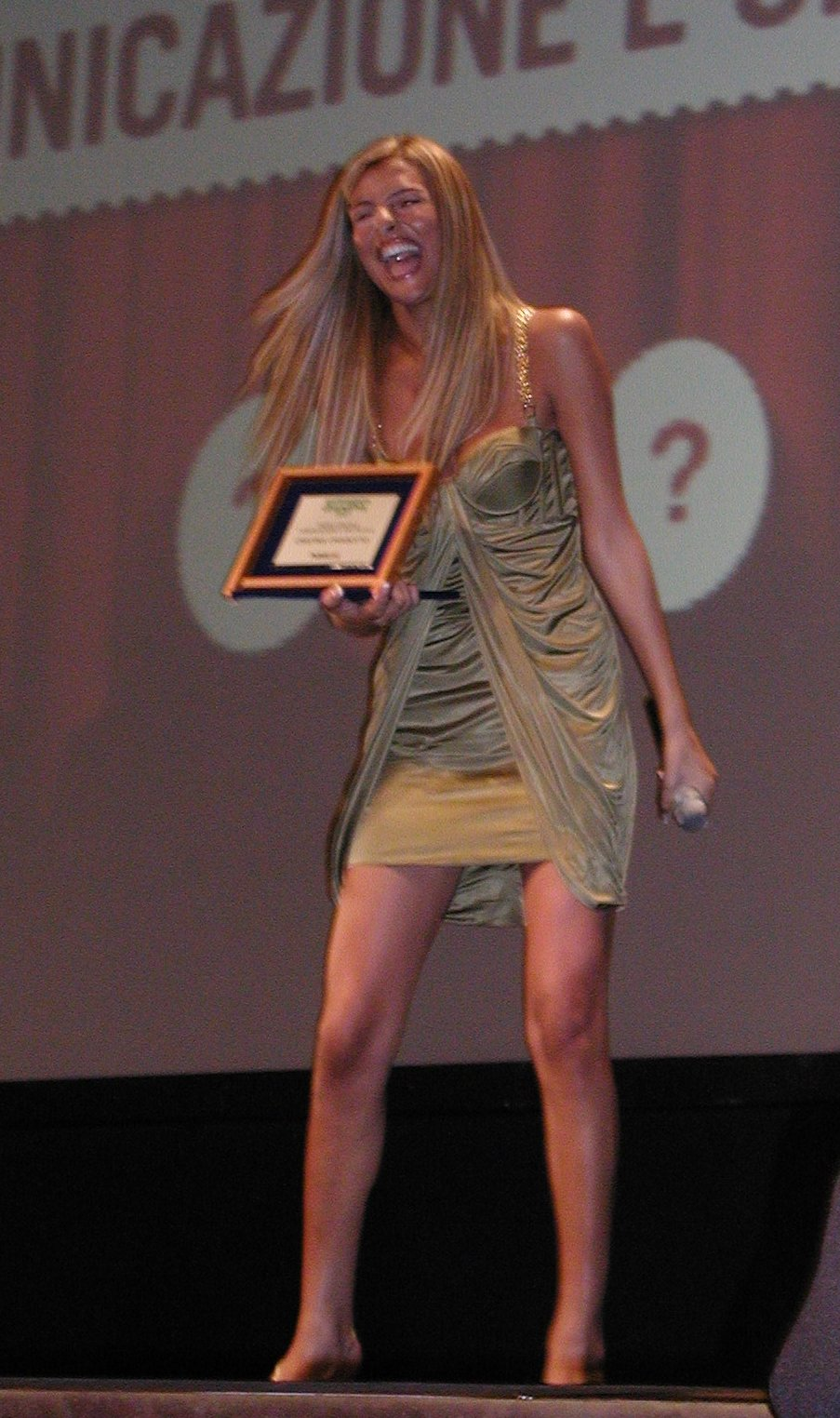
Cristina Chiabotto premiata al Grand Prix Pubblicità Italia 2007

Cristina è stata testimonial di diverse campagne pubblicitarie, quali ad esempio quelle per Facco Corporation, Chateau d'Ax, Deborah, Acqua Rocchetta, Superenalotto e Cotonella. Nel 2007, nell'ambito della ventesima edizione del Grand Prix organizzato da Pubblicità Italia, ha vinto il premio speciale "Comunicazione e spettacolo".
- 2006 - Cotonella
- 2006/2013 - Acqua Rocchetta
- 2009/2011 - Chateau d'Ax
- 2009 - Deborah
- 2010 - Superenalotto
- 2014/2017 - Tagliati X il Successo - SCREEN